# Hurricane (film américain, 2018)
Pour les articles homonymes, voir Hurricane.
Pour plus de détails, voir Fiche technique et Distribution.
Hurricane (The Hurricane Heist) est un film catastrophe américain coécrit et réalisé par Rob Cohen, sorti en 2018.

## Synopsis
Sur la côte est des États-Unis, alors qu'une gigantesque tempête de catégorie 5 approche et s'apprête à dévaster le pays, une équipe de hackers infiltre une base militaire secrète pour y voler 600 millions de dollars. Alors qu'ils prennent la fuite, ils sont traqués par Will, un météorologue, et Casey, une convoyeuse. En pleine tempête, ces derniers vont tenter de les arrêter.

## Fiche technique
- Titre : Hurricane
- Titre original : The Hurricane Heist
- Titre de travail : Category 5
- Réalisation : Rob Cohen
- Scénario : Rob Cohen, Carlos Davis, Jeff Dixon, Anthony Fingleton et Scott Windhauser
- Photographie : Shelly Johnson
- Montage : Niven Howie
- Musique : Lorne Balfe
- Production : Karen Elise Baldwin, Moshe Diamant, Christopher Milburn, Danny Roth, Michael Tadross Jr et Damiano Tucci
- Sociétés de production : Foresight Unlimited, Parkside Pictures et Windfall Productions
- Sociétés de distribution : Entertainment Studios (États-Unis), SND (France)
- Budget : 35 millions de dollars[1]
- Pays d'origine :  États-Unis
- Langue originale : anglais
- Format : couleur
- Genre : Catastrophe et action
- Durée : 103 minutes
- Dates de sortie : 
  - France : 28 février 2018
  - États-Unis : 9 mars 2018

## Distribution
- Toby Kebbell (VF : Damien Ferrette) : Will Rutledge
- Maggie Grace (VF : Élisabeth Ventura) : Casey Corbyn
- Ryan Kwanten (VF : Alexandre Gillet) : Breeze Rutledge
- Ralph Ineson (VF : Jérémie Covillault) : Connor Perkins
- Melissa Bolona (en) (VF : Marie Chevalot) : Sasha Van Dietrich
- Ben Cross (VF : Serge Biavan) : Shérif Dixon
- Jamie Andrew Cutler (VF : Valentin Merlet) : Clement Rice
- Christian Contreras (VF : Xavier Fagnon) : Randy Moreno
- Jimmy Walker (VF : Franck Lorrain) : Xander Rice
- Ed Birch (VF : Benjamin Gasquet) : Frears
- Moyo Akandé : Jaqi
- James Barriscale (VF : Jérôme Pauwels) : adjoint Michaels
- Mark Basnight : adjoint Gabrielle
- Keith D. Evans : adjoint Rothilsberg
- Jr Esposito (VF : Benjamin Penamaria) : Keith Damanlino
- Erik Rondell : Bruce
- Mark Rhino Smith : Baldwin
- Brooke Johnston : adjoint Diamond

## Production

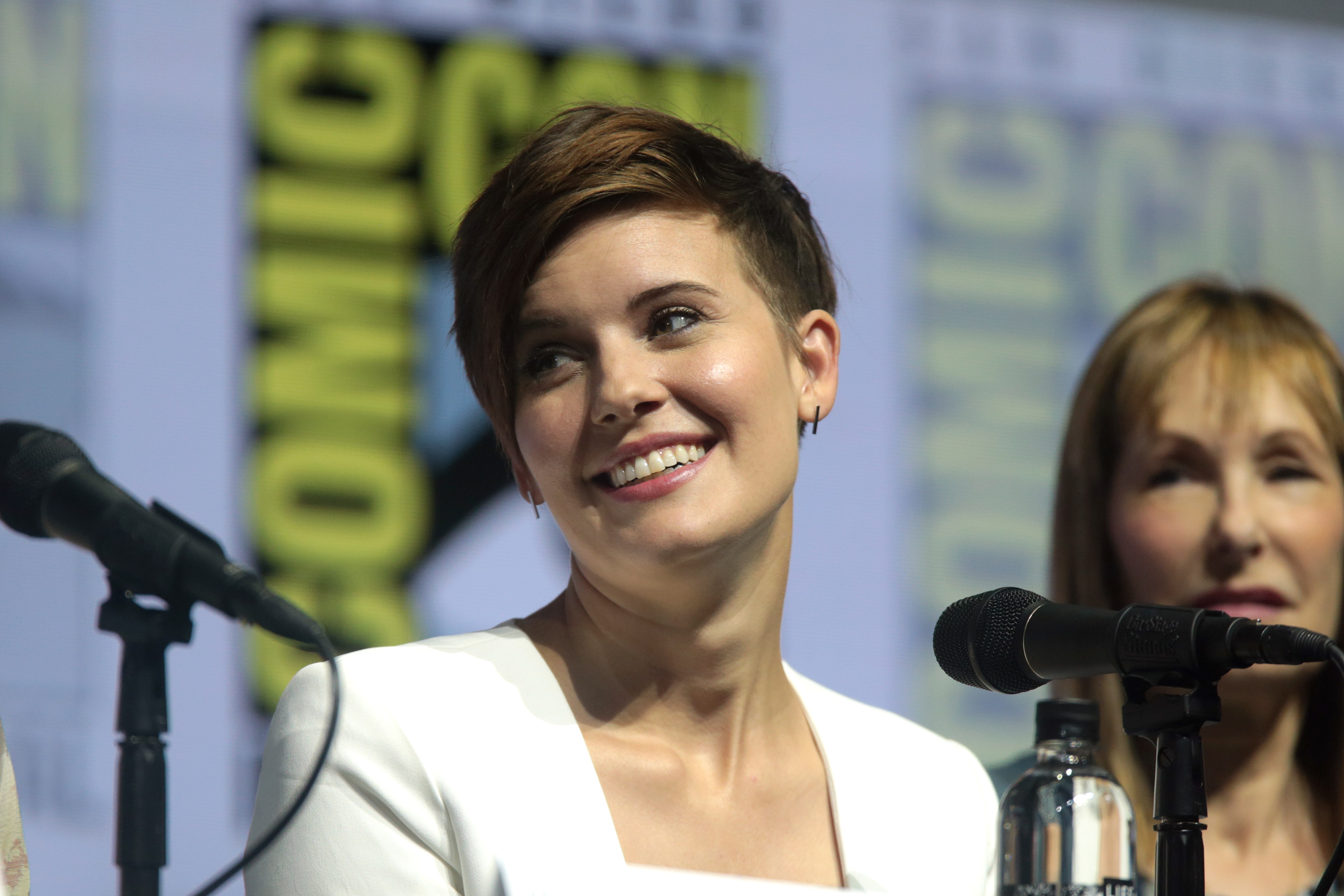
L'actrice Maggie Grace, l'année de sortie du film.

En janvier 2016, Rob Cohen est annoncé comme réalisateur et scénariste d'un film nommé Category 5. En mai 2016, Toby Kebbell est confirmé comme tête d'affiche du projet.
En juillet 2017, le film est rebaptisé The Hurricane Heist et les droits de distribution américaine sont acquis par Entertainment Studios, pour une sortie prévue en 2018.
Le tournage débute fin août 2016. Il a lieu en Bulgarie, notamment à Sofia et Vakarel.